# Opisthoncus machaerodus
Opisthoncus machaerodus là một loài nhện trong họ Salticidae.
Loài này thuộc chi Opisthoncus. Opisthoncus machaerodus được Eugène Simon miêu tả năm 1909.